# Еллен Баррі (тенісистка)
Еллен Баррі (англ. Ellen Barry; нар. 12 лютого 1989) — колишня новозеландська тенісистка.
Найвищу одиночну позицію світового рейтингу — 253 місце досягла 26 травня 2008, парну — 467 місце — 23 червня 2008 року.
Здобула 1 одиночний титул туру ITF.

## Фінали ITF

### Одиночний розряд: 3 (1–2)
| турніри $100,000 |
| турніри $75,000  |
| турніри $50,000  |
| турніри $25,000  |
| турніри $10,000  |

| Результат | Ранг | Дата            | Місце                                    | Покриття | Суперниця      | Рахунок            |
| Перемога  | 1.   | 9 березня 2008  | Гамільтон (Нова Зеландія), Нова Зеландія | Тверде   | Анна Вішінк    | 6–7(1–7), 6–1, 6–4 |
| Поразка   | 2.   | 16 березня 2008 | Калгурлі, Австралія                      | Тверде   | Чжоу Імяо      | 5–7, 2–6           |
| Поразка   | 3.   | 16 серпня 2010  | Інсбрук, Австрія                         | Ґрунт    | Амра Садікович | 4–6, 2–6           |

### Парний розряд: 1 (0–1)
| турніри $100,000 |
| турніри $75,000  |
| турніри $50,000  |
| турніри $25,000  |
| турніри $10,000  |

| Результат | Ранг | Дата           | Місце                     | Покриття | Partnering   | Суперниці                 | Рахунок  |
| --------- | ---- | -------------- | ------------------------- | -------- | ------------ | ------------------------- | -------- |
| Поразка   | 1.   | 12 лютого 2006 | Веллінгтон, Нова Зеландія | Тверде   | Ліенн Бейкер | Пола Марама Кайрангі Вано | 3–6, 1–6 |